# روب باريت
روب باريت (بالإنجليزية: Rob Barrett)‏ هو موسيقي وعازف قيثارة أمريكي، ولد في 29 يناير 1969 في بوفالو في الولايات المتحدة.

## وصلات خارجية
- روب باريت على موقع ميوزك برينز (الإنجليزية)
- روب باريت على موقع أول ميوزيك (الإنجليزية)
- روب باريت على موقع ديسكوغز (الإنجليزية)